# Любачівський район
Любачівський район — колишній район Львівської області, центром якого було місто Любачів

## Територія та населення
Станом на 1941 рік площа Любачівського району становила 300 квадратних кілометри де проживало 34054 особи.

## Історія
10 січня 1940 року політбюро ЦК КП(б)У обговорило питання про створення ряду районів у складі Львівської області, в тому числі Любачівського району, а 17.01.1940 Президія Верховної Ради УРСР постановила ліквідувати повіти і утворити райони в складі західних областей. До Любачівського району ввійшли місто Любачів, ґміни Любачів й Олешичі та радянські частини ґмін Старий Диків і Чесанів.
Однак уже 1941 року територію району зайняли війська вермахту. 22 липня 1944 року радянські війська заволоділи рядом районних центрів Львівської області, серед них і Любачевом та територією Любачівського району.
У жовтні 1944 року до Польщі перейшли західні райони Львівської області, серед них і Любачівський.

## Німецько-польська війната входження території району до складуУРСР
Територія майбутнього Любачівського району вже 7 вересня 1939 року потрапила у зону бойових дій, оскільки того дня Любачів бомбардували  німецькі літаки, а 12 вересня німці окупували місто. В околицях Любачева відбувались жорстокі бої між німецької та польською армією. Зокрема тут потрапила в оточення 21-ша гірська піхотна дивізія генерала бригади Йозефа Кустреня, а сам генерал загинув. Втім, хоча війська вермахту взяли місто, однак вже 26 вересня 1939 року мусіли відступити, оскільки за пактом Ріббентропа-Молотова воно належало до радянської зони впливу. За кілька місяців місто стало центром Любачівського району.

## Німецька окупація
22 червня 1941, з початком Радянсько-німецької війни, місто знову було окуповане німцями. В результаті цієї окупації була винищена велика частина єврейського населення Любачева (яке до війни було близько двох з шести тисяч мешканців). У 1942 році у Любачеві було утворено єврейське гетто. Вночі їх виганяли з гетто по 200 чоловік та розстрілювали біля села Дахнів. Кінець німецької окупації відбувся 22 липня 1944, коли у місто знов зайшли радянські війська.

## Репресії та примусове переселення
Хоча територія Любачівського району дуже нетривалий час входила до складу УРСР, однак цей період відзначився численними репресіями та примусовим переселенням мешканців. Для проведення депортаційних акцій, які, зокрема проводились 10-13 лютого 1940, в області були створені спеціальні «трійки» на які були поділені оперативні дільниці. У Любачівську «трійку» входили Кононов, Петров, Пишкін.
У січні 1940 року Постановою ЦК ВКП(б) було визначено 800-метрову смугу уздовж західної та південно-західної дільниці державного кордону СРСР. Села, або мешканців, які потрапляли у цю смугу підлягали виселенню. У Любачівському районі у смугу потрапили села Милків і Олешиці Старі, а їх мешканців переселили в Ізмаїльську область.

## Діяльність УПА на території Любачівського району
Любачівський район був одним із осередків активної діяльності ОУН та УПА. Зокрема на його території діяв курінь «Месники» який був створений у березні 1944 року у селі Гораєць Любачівського повіту. Серед його акцій бій з німецько-калмицькими підрозділами 15 травня 1944 року біля Нового Села Любачівського повіту, ряд інших боїв як з німецькими підрозділами, так і з військами НКВД.

## Об’єднання вихідців з Любачівщини
Уродженці Любачівщини, які живуть у Львові об’єднані у суспільно-культурне товариство «Любачівщина». 19 березня 2013 року воно відзначило 20-річчя своєї діяльності.